# Giro de Italia 1914
La 6.ª edición del Giro de Italia se disputó entre el 24 de mayo y el 7 de junio de 1914, con un recorrido de 8 etapas y 3162 km, que el vencedor completó a una velocidad media de 23,374 km/h. La carrera comenzó y terminó en Milán.
Esta fue la primera edición en que la clasificación general se contabilizó por tiempo de forma oficial, y no por puntos. Es considerada como una de las ediciones más duras de la historia. Prueba de ello es que de los 81 participantes que tomaron la salida, tan sólo 8 llegaron a la meta final. La 6.ª etapa, entre Bari y L'Aquila fue probablemente la más dura, forzando al abandono a una gran parte de los participantes, incluido entre ellos el hasta entonces líder, Giuseppe Azzini, que fue encontrado al día siguiente en estado febril en una casa cercana a Popoli.
Alfonso Calzolari fue el vencedor en la clasificación general, por delante de Pierino Albini y Luigi Lucotti.

## Etapas
| Etapa     | Fecha     | Recorrido       | Distancia (km) | Ganador             | Líder             |
| --------- | --------- | --------------- | -------------- | ------------------- | ----------------- |
| 1.ª etapa | 24 de may | Milano - Cuneo  | 420            | Angelo Gremo        | Angelo Gremo      |
| 2.ª etapa | 26 de may | Cuneo - Lucca   | 340,5          | Alfonso Calzolari   | Alfonso Calzolari |
| 3.ª etapa | 28 de may | Lucca - Roma    | 430            | Costante Girardengo | Alfonso Calzolari |
| 4.ª etapa | 30 de may | Roma - Avellino | 365,4          | Giuseppe Azzini     | Alfonso Calzolari |
| 5.ª etapa | 1 de jun  | Avellino - Bari | 328,7          | Giuseppe Azzini     | Giuseppe Azzini   |
| 6.ª etapa | 3 de jun  | Bari - L'Aquila | 428            | Luigi Lucotti       | Alfonso Calzolari |
| 7.ª etapa | 5 de jun  | L'Aquila - Lugo | 429,1          | Pierino Albini      | Alfonso Calzolari |
| 8.ª etapa | 7 de jun  | Lugo - Milano   | 420,3          | Pierino Albini      | Alfonso Calzolari |
| Total     | Total     | Total           | 3162           |                     |                   |

## Clasificaciones

### Clasificación general
| Clasificación general |                   |               |                    |
| Ciclista              | Ciclista          | Equipo        | Tiempo             |
| --------------------- | ----------------- | ------------- | ------------------ |
| 1.º                   | Alfonso Calzolari | Stucchi       | 135 h 17 min 56 s  |
| 2.º                   | Pierino Albini    | Globo         | + 1 h 57 min 26 s  |
| 3.º                   | Luigi Lucotti     | Maino         | + 2 h 04 min 23 s  |
| 4.º                   | Clemente Canepari | Stucchi       | + 3 h 01 min 12 s  |
| 5.º                   | Enrico Sala       | Atala         | + 3 h 59 min 45 s  |
| 6.º                   | Carlo Durando     | Alcyon        | + 5 h 12 min 22 s  |
| 7.º                   | Ottavio Pratesi   | Maino         | + 7 h 20 min 58 s  |
| 8.º                   | Umberto Ripamonti | Independiente | + 17 h 21 min 08 s |

### Clasificación por equipos
| Clasificación por equipos |         |        |
| Equipo                    | Equipo  | Puntos |
| ------------------------- | ------- | ------ |
| 1.º                       | Stucchi | -      |